# بول روبن
بول روبن (بالفرنسية: Paul Robin )‏ (و. 1837 – 1912 م) هو تربوي، ومؤلف، وشخصية عامة فرنسي، ولد في تولون، كان عضوًا في جمعية الشغيلة العالمية، توفي في باريس، عن عمر يناهز 75 عاماً، بسبب تسمم.

## التعليم
تعلم في مدرسة الأساتذة العليا.